# Rhysogaster quatei
Rhysogaster quatei är en tvåvingeart som beskrevs av Evert I. Schlinger 1971. Rhysogaster quatei ingår i släktet Rhysogaster och familjen kulflugor. Inga underarter finns listade i Catalogue of Life.